# Габріель Алонсо
Габріель Алонсо Арістіагірре (ісп. Gabriel Alonso Aristiaguirre, 9 листопада 1932, Ондаррибія — 19 листопада 1996, Ондаррибія) — іспанський футболіст, що грав на позиції захисника, зокрема, за клуби «Сельта Віго» та «Реал Мадрид», а також національну збірну Іспанії.
Чемпіон Іспанії.

## Клубна кар'єра
У футболі дебютував 1939 року виступами за команду «Реал Уніон», в якій провів три сезони.
Протягом 1942—1946 років захищав кольори клубу «Расінг».
Своєю грою за останню команду привернув увагу представників тренерського штабу клубу «Сельта Віго», до складу якого приєднався 1946 року. Відіграв за клуб з Віго наступні п'ять сезонів своєї ігрової кар'єри. Більшість часу, проведеного у складі «Сельти», був основним гравцем захисту команди.
1951 року уклав контракт з клубом «Реал Мадрид», у складі якого провів наступні три роки своєї кар'єри гравця. За цей час виборов титул чемпіона Іспанії.
Протягом 1954—1956 років захищав кольори команди «Малага».
Завершив професійну ігрову кар'єру у клубі «Райо Вальєкано», за команду якого виступав протягом 1956—1957 років.

## Виступи за збірну
1948 року дебютував в офіційних матчах у складі національної збірної Іспанії. Протягом кар'єри у національній команді провів у її формі 12 матчів.
У складі збірної був учасником чемпіонату світу 1950 року у Бразилії, де зіграв з США (3-1), з Чилі (2-0), з Англією (1-0) на першому груповому етапі і з Уругваєм (2-2), з Бразилією (1-6) і зі Швецією (1-3) на другому.
Помер 19 листопада 1996 року на 65 році життя у місті Ондаррибія.

## Титули й досягнення
- Чемпіон Іспанії (1):

«Реал Мадрид»: 1953–1954